# Волкова, Анна Захаровна
Анна Захаровна Волкова (род. 19 июня 1956, п. Елизово, Камчатская область, РСФСР, СССР) — советский и приднестровский историк, государственный деятель Приднестровской Молдавской Республики. Депутат Верховного совета Приднестровской Молдавской Республики I созыва с 1990 по 1995. Заместитель председателя Верховного совета Приднестровской Молдавской Республики I созыва с апреля 1992 по декабрь 1995. Государственный советник Президента Приднестровской Молдавской Республики с января 1996 по 31 декабря 2011 и с 13 января 2017.
Кандидат исторических наук (1983).

## Биография
Родилась 19 июня 1956 в семье военного лётчика в посёлке Елизово Камчатской области РСФСР.

### Образование
В 1980 окончила исторический факультет Московского государственного университета имени М. В. Ломоносова по специальности «преподаватель истории и обществоведения»; в 1983 там же окончила очную аспирантуру и защитила диссертацию по теме «Деятельность КПСС по осуществлению единой научно-технической политики в условиях развитого социализма: проблемы историографии» на соискание учёной степени кандидата исторических наук.

### Трудовая деятельность
В конце 1956 отец с семьёй был переведён на новое место службы — в город Тирасполь.
После окончания средней школы в 1973 работала швеёй на тираспольском производственном швейном объединении «40-лет ВЛКСМ».
С 1980 по 1983 — научный сотрудник историко-краеведческого музея Тирасполя (ныне — Тираспольский объединённый музей).
С 1983 по 1990 — старший преподаватель, доцент Тираспольского государственного педагогического института (ныне — Приднестровский государственный университет имени Т. Г. Шевченко).

### Деятельность до 1992 года
В 1989 принимала активное участие в политической забастовке против националистического курса руководства Молдавии. Член редколлегии печатного бюллетеня «Бастующий Тирасполь» (газета Объединённого Совета трудовых коллективов).
С ноября 1990 по март 1992 — секретарь Объединённого Совета трудовых коллективов города Тирасполь.
В феврале 1990 избирается депутатом городского Совета народных депутатов Тирасполя и депутатом Верховного Совета Молдавской ССР (от Каховского избирательного округа № 25 Тирасполя).
С 1990 по 1995 — депутат Тираспольского городского Совета народных депутатов.

### Деятельность после 1992 года
Активный участник создания Приднестровской Молдавской Советской Социалистической Республики на II Чрезвычайном Съезде депутатов всех уровней Приднестровья, состоявшемся в Тирасполе 2 сентября 1990.
В июне 1992 покинула Парламент Молдавии.
Избиралась депутатом Временного Верховного совета Приднестровской Молдавской ССР.
С апреля 1992 по декабрь 1995 — заместитель председателя Верховного совета Приднестровской Молдавской Республики.
В декабре 1995 вернулась на научную историческую работу.
С 1995 по 2011 — руководитель Научно-исследовательской лаборатории «История Приднестровской Молдавской Республики» (с момента её основания).
С январе 1996 по 31 декабря 2011 — советник, затем Государственный советником Президента Приднестровской Молдавской Республики. Ушла с должности из-за несогласия с курсом нового президента Приднестровской Молдавской Республики Евгения Шевчука. Преподавала в Приднестровском государственном университете курс «Становление и развитие государственности Приднестровской Молдавской Республики».
С 27 декабря 2016 по 13 января 2017 — советник Президента Приднестровской Молдавской Республики по социальной политике.
С 13 января 2017 — Государственный советник Президента Приднестровской Молдавской Республики.
С 8 февраля 2017 является заместителем председателя Совещательного собрания первых приднестровских депутатов при Председателе Верховного Совета Приднестровской Молдавской Республики.
26 января 2018 включена в состав Высшего консультативного совета по науке и технике при Президенте Приднестровской Молдавской Республики в качестве заместителя председателя Совета.
С 26 марта 2019 — член Редакционной коллегии по подготовке и изданию монографии «История Приднестровской Молдавской Республики в 4 (четырех) томах» к 30-й годовщине ПМР.

## Семья
Замужем, есть дочь.

## Награды
- Орден Республики
- Орден Почёта
- Орден «Трудовая слава»
- Нагрудный знак «За оборону Приднестровья»
- Лауреат государственной премии Приднестровской Молдавской Республики (2002)[1].

## Книги, энциклопедия, сборники
- Главный редактор энциклопедического издания[8] "Энциклопедия: Приднестровская Молдавская Республика"[9] (2010)[10],[11]
- Историческая монография об Игоре Смирнове - "Лидер"
- Сборник документов "Выборы президента ПМР 1991-2006 г.г." (2011)
- Сборник стихов "Вся боль моя переходила в стих" (2000)
- Документальная книга "Всё это может повториться снова?..." (3-е переиздание книги вышло в 2018)[12]
- Книга «Дело веры и труд любви» (2018)[13]